# シペルメトリン
シペルメトリン(Cypermethrin)はピレスロイド系の合成殺虫剤で、農業で大規模に利用されている他、家庭用にも使われている。昆虫にとって即効性の神経毒として作用する。土壌や植物上では容易に分解されるが、屋内の不活性表面に塗布すると数週間効果が持続する。日光、水、酸素に晒されると分解が早まる。National Pesticides Telecommunications Network (NPTN)によると、魚、ハチ、水性昆虫には毒性が高い。レイド、スコッツ・ミラクル・グロー、ヘンケル等が市販するアリ用及びゴキブリ用の殺虫剤に含まれる。

## 利用
シペルメトリンは、ウシ、ヒツジ、ニワトリ等に感染する外部寄生虫の制御に用いられる。また獣医学において、イヌのノミの制御に有効である。

## ヒトの曝露
シペルメトリンは、皮膚接触や経口摂取によって中程度の毒性を持ち、皮膚や目に対する刺激性がある。皮膚曝露の症状には、しびれ、チクチク感、かゆみ、火傷感、膀胱の制御不能、失調、発作、また死亡の可能性がある。ピレスロイドは中枢神経系に悪影響を及ぼす可能性がある。ボランティアの被験者が耳たぶに130 μg/cm2を曝露したところ、局所的なチクチク感や火傷感を経験した。ある男性は、10%濃度のシペルメトリンを含む油を誤って調理油として使用し、食事後に死亡した。食事の直後に、吐き気、長い嘔吐、胃痛及び下痢が襲い、その後痙攣、意識喪失から昏睡へと進行した。他の家族は症状が軽く、病院での治療を経て生き延びた。アレルギー性皮膚反応を引き起こす可能性がある。過剰な曝露は、吐き気、頭痛、筋力低下、唾液分泌過多、息切れ、発作を引き起こす。体内では酵素による加水分解でいくつかのカルボン酸代謝物に分解されて不活性化され、尿中へ排出される。作業者への曝露は尿中代謝物の測定によってモニタリングを行うことができるが、重篤な過剰曝露は血中や血漿中量の定量によって確認される。

## 動物実験
シペルメトリンはネコには非常に毒性が高く、イヌに処方される量には耐えられない。これは、ネコはシペルメトリンを代謝するグルクロニダーゼを持たず、体内に長く留まるためである。
オスのラットでは、生殖器に毒性を示す。15日間継続して摂取させた後では、アンドロゲン受容体レベルと血清テストステロンレベルの両方がかなり減少する。これらのデータは、精細管と精子形成に機能障害が起こることを示唆している。
ラットが成体になってから長期間曝露させると、ドーパミン作動性神経変性が引き起こされ、出生後曝露は成体に対する再投与の際のドーパミン作動性神経変性の感受性を高める。
ラットの妊娠中の曝露では、発育遅延を持つ子が生まれる。オスへの曝露では、異常な精子の割合が増える。遺伝子への損傷も引き起こし、マウスの骨髄や脾臓での染色体異常が増加する。メスのマウスで肺癌の頻度の増加が見られ、ヒトにとっても発癌性物質の可能性がある。またマウス及びヒトでの骨髄小核の増加とも関連付けられている。
ある研究では、細胞成長に重要な役割を果たし、発癌性物質で阻害される「ギャップ結合による細胞間伝達」をシペルメトリンが阻害することが示された。またある研究では、シペルメトリンの残留物は空気中や壁、床、家具の表面等に84日間留まることが示された。

## 環境への影響
シペルメトリンは適用範囲の広い殺虫剤で、標的となる昆虫だけではなく益虫まで殺してしまう。特に魚は影響を受けやすいが、指示通りに使用した場合には、住宅地周辺での散布は水生生物にほとんど危険を及ぼさない。頻繁に曝露されている昆虫では、急速に耐性を発達させており、有効ではなくなる可能性がある。